# برج شرکت بیمه عمر متروپولیتن
برج شرکت بیمه عمر متروپولیتن (به انگلیسی: Metropolitan Life Insurance Company Tower) که تحت عناوینی چون برج متروپولیتن لایف و برج مت لایف نیز شناخته می‌شود، که در حال حاضر به نام هتل نسخه نیویورک (به انگلیسی: New York Edition Hotel) تغییر نام داده‌است، یک آسمان‌خراش و نماد است که در خیابان مدیسون و در نزدیکی تقاطع خیابان بیست و سوم در منهتن نیویورک در ایالات متحده آمریکا قرار دارد.
این ساختمان که ۲۱۳ متر (۷۰۰ پا) ارتفاع دارد دارای ۵۰ طبقه (ساختمان) طبقه می‌باشد.

## نگارخانه

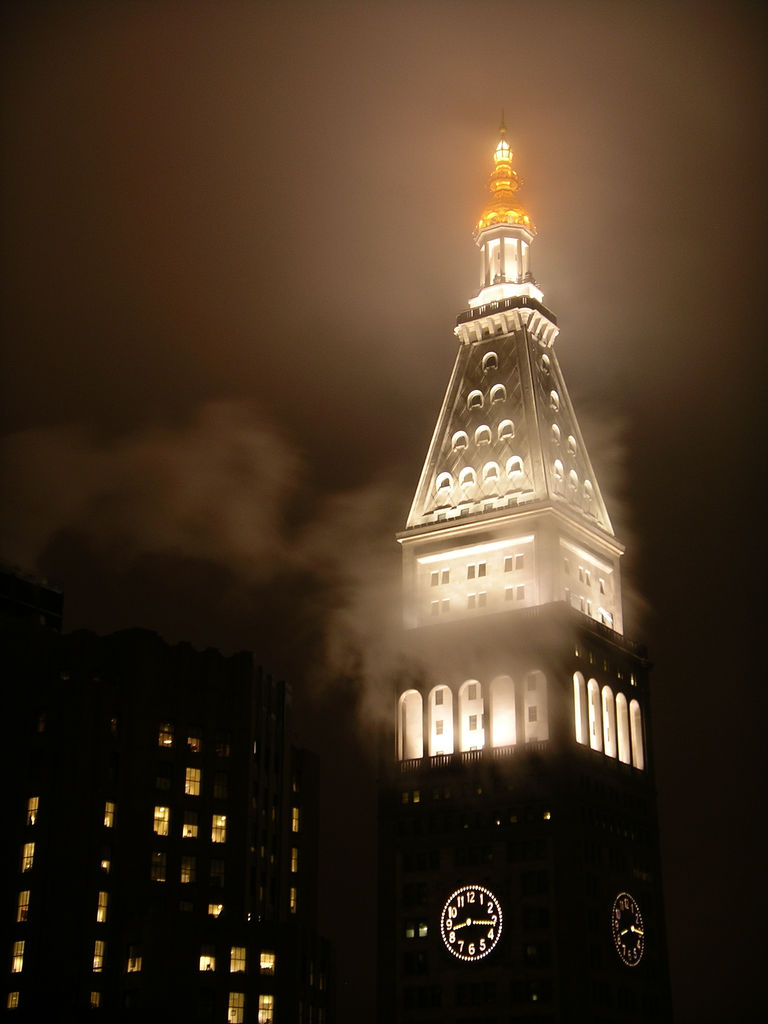
نوک برج در مه

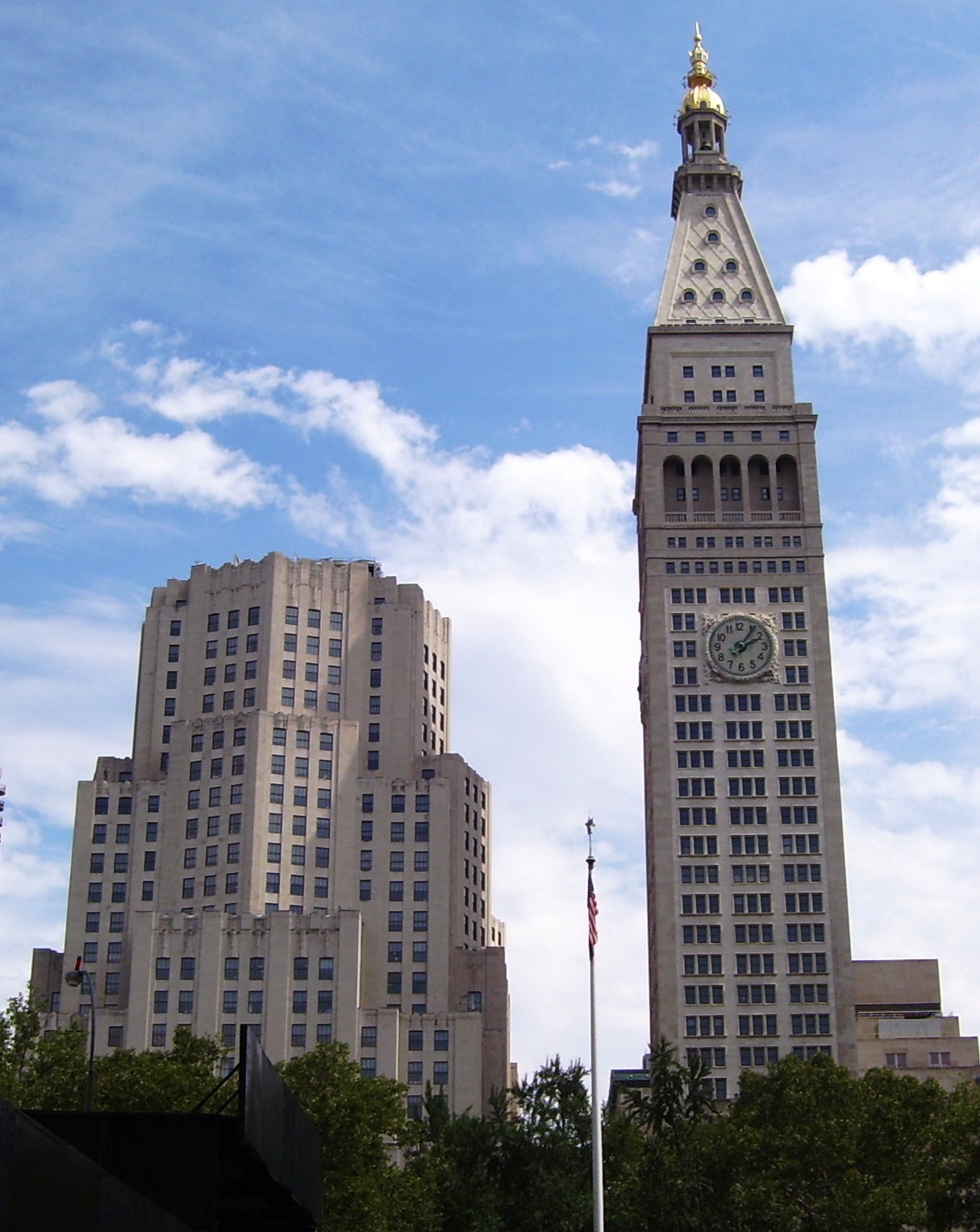
نمایی از برج و ساختمان شمالی از میدان مدیسون

## بلندترین ساختمان جهان
برج شرکت بیمه عمر متروپولیتن طی سال‌های ۱۹۰۹ تا ۱۹۱۳ بلندترین ساختمان جهان بود. که پس از ساخته‌شدن ساختمان وول‌ورث، این عنوان را از دست داد.